# Canthium oligocarpum
Canthium oligocarpum är en måreväxtart som beskrevs av William Philip Hiern. Canthium oligocarpum ingår i släktet Canthium och familjen måreväxter.

## Underarter
Arten delas in i följande underarter:
- C. o. angustifolium
- C. o. captum
- C. o. friesiorum
- C. o. intermedium
- C. o. oligocarpum